# Плоське (Солнцевський район)
Плоське (рос. Плоское) — село в Солнцевському районі Курської області Російської Федерації.
Населення становить 494 особи. Входить до складу муніципального утворення Шумаковська сільрада.

## Історія
Населений пункт розташований на території українського етнічного та культурного краю Східна Слобожанщина.
Від 2004 року входить до складу муніципального утворення Шумаковська сільрада.

## Населення
| 2002 | 2010 |
| ---- | ---- |
| 509  | ↘494 |